# Fonction algébrique
Pour les articles homonymes, voir Algébrique.

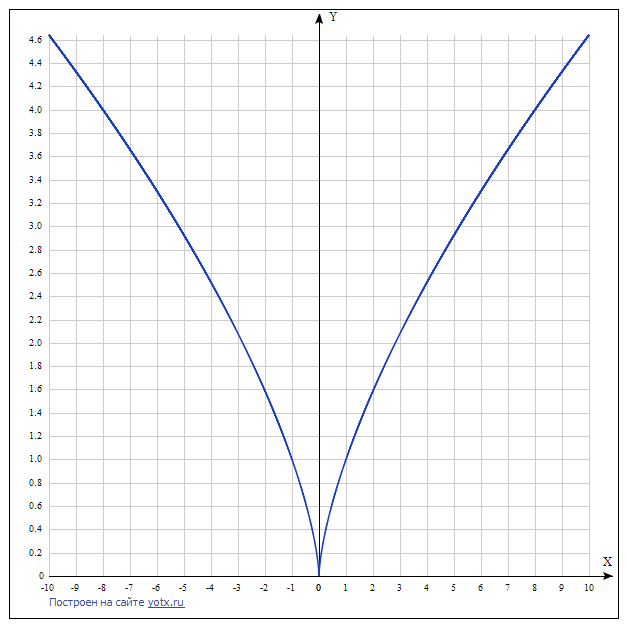
Description de l'image, montrant la fonction, qui représente la racine cubique de.

En mathématiques, une fonction algébrique d'indéterminées
{\displaystyle x_{1},x_{2},\dots ,x_{n}}
est une fonction F qui satisfait l'équation non triviale
{\displaystyle P(F,x_{1},x_{2},\dots ,x_{n})=0}
où P est un polynôme à n + 1 variables sur un corps commutatif K. En cela, F est une fonction implicite qui résout une équation algébrique. Un exemple simple serait
{\displaystyle F(x)={\sqrt {x^{2}+1}}}
La classe des fonctions algébriques contient toutes les fonctions rationnelles, mais est plus grande. Du point de vue de l'algèbre générale, il s'agit, pour tout ensemble fixé d'indéterminées, de la clôture algébrique du corps des fonctions rationnelles.